# Der Appartement Schreck
Der Appartement Schreck (Originaltitel: Duplex) ist eine US-amerikanische Filmkomödie von Danny DeVito aus dem Jahr 2003.

## Handlung
Der Autor Alex Rose und seine Frau Nancy suchen eine neue Wohnung. Über einen Makler finden sie eine zweigeschossige Altbauwohnung in Brooklyn mit einer alten Dame als „Untermieterin“ im oberen Geschoss. Was anfangs noch ganz einfach klingt, entwickelt sich für das junge Paar bald zum Albtraum, denn die alte Frau ist alles andere als gebrechlich. Während sie nachts mit ihrem überlauten Fernseher ihre beiden Vermieter wach hält, beschäftigt sie Alex tagsüber mit kleinen Reparaturen, die ständig danebengehen und Alex zwingen, teure Handwerker zu beauftragen. Als Alex’ Laptop, auf dem sich das Manuskript des Romans befindet, an dem er schon lange gearbeitet hat, durch ein Unglück zerstört wird, und er auf Betreiben der alten Dame auch noch mehrfach von der Polizei verhört wird, ist das Paar mit den Nerven völlig am Ende. Sie beschließen ihrerseits, die Dame zum Auszug zu bewegen. Da jedoch selbst eine mutwillig herbeigeführte Gasexplosion nicht die erwünschte Wirkung erzielt, heuern Alex und Nancy einen Auftragskiller an, die alte Frau verteidigt sich jedoch erfolgreich. Letztendlich kapitulieren die beiden und ziehen selbst aus.
Es stellt sich für den Zuschauer heraus, dass der Polizist, der Alex verhört hat, der Makler und die alte Frau dieses Spiel bereits seit längerer Zeit spielen, um immer wieder neue Maklerprovisionen von den nächsten Käufern zu kassieren. Ganz unglücklich endet die Geschichte für das junge Paar jedoch nicht, denn Alex schreibt einen auf ihren furchtbaren Erlebnissen basierenden Roman namens „Duplex“, der zum Bestseller wird.

## Kritiken
Roger Ebert schrieb in der Chicago Sun-Times vom 26. September 2003, die Handlung sei „zu unplausibel“. Der Zuschauer könne sich mit keinem der Charaktere identifizieren.
Das Lexikon des internationalen Films bezeichnete den Film als eine „vorhersehbare, auf plumpen Klamauk angelegte Komödie, der das Wechselspiel zwischen Boshaftigkeit und Amusement nicht gelingt“.

## Hintergrund
Die Dreharbeiten fanden in New York City und in einem Studio in Los Angeles statt. Die Produktionskosten betrugen schätzungsweise 40 Millionen US-Dollar. Der Film spielte in den Kinos der USA ca. 10 Millionen US-Dollar ein.
Der englische Originaltitel „Duplex“ des Films, der auch im Film zum Titel des erfolgreichen Romans von Alex Rose wird, bezieht sich auf das zweigeschossige Appartement – eine Bauform, die im amerikanischen Englisch „duplex (apartment)“ genannt wird.